# Carl-Rudolf Cramér
Carl-Rudolf Cramér, född 25 juni 1887 i Stockholm, död 21 juli 1966 i Västerleds församling, Stockholm, var en svensk bankman.
Carl-Rudolf Cramér var son till bankdirektören Carl Cramér. Efter sjöofficersexamen 1908 blev han samma år underlöjtnant i flottans reserv och befordrades 1916 till löjtnant. Cramér var 1909-1910 anställd vid AB Gotlands Bank i Stockholm. Efter kansliexamen i Uppsala 1910 var han 1910-1912 anställd vid Deutsche Bank i Hamburg, 1912-1916 vid Borås enskilda bank och 1916-1918 vid Bankaktiebolaget Södra Sverige. 1918 blev Cramér anställd som kamrer vid Älvsborgs med flera läns hypoteksföreningar i Göteborg var 1926-1929 VD där. Han var 1918-1928 styrelseledamot och sekreterare i Kungliga Aeroklubben och vid Internationella luftfartsutställningen i Göteborg. Cramér var även direktör för Göteborgs flyghamn 1923-1928, blev vid bildandet 1929 VD för Svenska bostadskreditkassan och styrelseledamot där 1932. Cramér var även en av initiativtagarna till Samrådet mellan nordiska realkreditinstitutioner, där han från dess bildande 1932 var chef för Samrådets svenska sekretariat, styrelseledamot för Sverige från 1936 och ordförande från 1939. Han var verkställande ledamot i Statens byggnadslånebyrå från dess bildande 1933 och innehade ett flertal uppdrag för Finans-, Handels- och Socialdepartementen som sakkunnig, bland annat som särskild tillkallad ledamot av 1931 års apotekssakkunniga, ledamot av 1935 års sparbankssakkunniga och 1939 års krigsskadeutredning.